# Collier de Vénus
 (mai 2025).
Le collier de Vénus est une expression à la signification multiple, utilisée pour désigner des plis naturels de la peau situés au bas du cou, mais aussi certaines manifestations cutanées de maladies, des métaphores littéraires, ou encore des éléments mythologiques. Le terme apparaît dans des contextes aussi variés que l’anatomie, la mythologie, l’histoire de l’art, la dermatologie ou la chirurgie esthétique.
L’expression ne remonte pas à l’Antiquité, bien que son imaginaire soit fortement lié à la figure de la déesse Vénus (ou Aphrodite), symbole de beauté et de sensualité. Elle reflète l’ambivalence historique du corps féminin, entre parure, érotisme et médicalisation.

## Origine mythologique et symbolisme du collier de Vénus

### Origine mythologique d’Aphrodite/Vénus
Dans la mythologie grecque, Vénus (Aphrodite) possède une double origine selon les sources antiques. Dans l’Iliade d’Homère, elle est la fille de Zeus et de la titanide Dioné, ce qui lui vaut le nom d’« Aphrodite Dionaîa » (« fille de Dioné »). Lorsqu’elle est blessée au combat, Zeus la reconnaît comme sa propre fille.
En revanche, selon la version rapportée par Hésiode dans la Théogonie, Aphrodite naît de l’écume marine. Le dieu Chronos mutile son père Ouranos et jette ses organes génitaux dans la mer. De l’écume ainsi formée naît la déesse, qui dérive jusqu’à l’île de Cythère, puis atteint Chypre, où elle est accueillie par les Heures.
Cette double filiation explique les épithètes homériques (fille de Zeus ou de Dioné), ainsi que l’étymologie de son nom, lié au mot grec ἀφρός (*aphrós*, « écume »).
Selon Homère, Aphrodite possède un ceste magique (en grec kestos hēmata), souvent interprété comme une ceinture, qui a le pouvoir d’exciter le désir et de séduire. Dans l’Iliade (XIV, 159-221), la déesse Héra l’emprunte à Aphrodite pour séduire Zeus. Ce motif sera amplifié dans des traditions ultérieures, qui évoquent également un collier magique doté de pouvoirs similaires, ancêtre symbolique du « collier de Vénus ».

### Motifs comparables dans d’autres mythologies
Dans d'autres cultures antiques, des figures divines féminines sont également associées à des parures magiques ou sacrées :
Égypte antique. La déesse Hathor, associée à l’amour, la maternité et la musique, est souvent représentée portant un collier rituel appelé menat. Utilisé dans les cérémonies religieuses par les prêtresses et reines, ce collier large était parfois secoué pour invoquer la déesse. Il était considéré comme un objet magique capable d’attirer la protection et la fécondité divine.
Mésopotamie. Dans le mythe sumérien de la descente aux Enfers, la déesse Inanna (ou Ishtar chez les Akkadiens) est progressivement dépouillée de ses ornements à chaque porte qu’elle franchit. Elle perd sa couronne, ses boucles d’oreilles, son collier, ses parures de poitrine et sa ceinture ornée de pierres précieuses (« girdle of her body studded with birthstones »). Cette perte de bijoux symbolise une diminution de son pouvoir divin, que seule sa remontée des Enfers permet de restaurer. Dans l’iconographie mésopotamienne, Ishtar est souvent représentée portant un diadème, des bracelets et des colliers, symboles de sa souveraineté céleste et de sa puissance sexuelle.

### Symbolisme dans l’art antique
Dans l’art gréco-romain, les colliers et bijoux sont fréquemment associés à la beauté, à la séduction et à la fécondité. Aphrodite/Vénus est souvent figurée portant des perles, des colliers en or ou des rubans. Les perles, en particulier, symbolisent la pureté marine et la naissance : on les surnomme parfois « les larmes de joie de Vénus ». Le terme latin margarita (« perle ») a d’ailleurs donné le mot « marguerite », l’une des fleurs associées à la déesse.
Dans la sculpture et la numismatique romaine, Vénus (notamment sous l’aspect de Vénus Victrix) est représentée tenant une pomme ou entourée de colombes et de roses, et parfois ornée d’un collier de perles.

### Symbolique aquatique et influence artistique
L’association d’Aphrodite à l’eau, à la fécondité et à la sensualité perdure dans l’imaginaire occidental, notamment à travers l’iconographie de la Renaissance. L’un des exemples les plus célèbres est La Naissance de Vénus de Sandro Botticelli (vers 1485), conservée à la Galerie des Offices à Florence.
Dans cette œuvre, Vénus (l’équivalent romain d’Aphrodite) apparaît debout sur un coquillage géant, flottant sur la mer. Ce coquillage symbolise à la fois sa naissance marine et la fécondité, en tant que motif souvent associé à la vulve dans l’art antique et médiéval. La pureté nacrée de la déesse évoque la métaphore de la perle, fréquemment utilisée pour souligner sa beauté et sa perfection. Des fleurs (des roses, traditionnellement liées à Aphrodite) tombent autour d’elle, accentuant l’idée de renouveau printanier et de fertilité.
Cette représentation s’inscrit dans une continuité symbolique où l’eau, les perles, les coquillages et les végétaux convergent pour incarner l’essence d’Aphrodite en tant que figure de création et de désir.

### Le collier (ou ceinture) magique de Vénus
La mythologie grecque et ses développements ultérieurs évoquent également un objet magique associé à Aphrodite : une ceinture ou un collier doré conférant un pouvoir irrésistible de séduction. Dans certains récits, ce bijou est forgé par Héphaïstos, le dieu forgeron, à l’occasion de son mariage avec la déesse.
Dans l’Iliade, Héra emprunte la ceinture d’Aphrodite afin de séduire Zeus, ce qui montre que cet objet était déjà perçu comme doté de vertus magiques liées à l’attraction et à la beauté. Selon certaines interprétations tardives, cette ceinture est parfois désignée comme un collier, renforçant l’idée d’un ornement précieux chargé d’un pouvoir érotique. Ce bijou mythique est parfois considéré comme l’ancêtre symbolique de ce que la tradition appellera plus tard le « collier de Vénus ».
Ainsi, à travers ce motif d’un bijou magique, la mythologie souligne le lien entre l’artisanat divin (incarné par Héphaïstos), la féminité divine et le pouvoir de la séduction.

## Dans l’art et l’anatomie

### Construction artistique
L’appellation « collier de Vénus » commence à apparaître dans des descriptions artistiques à partir de la Renaissance, période marquée par la redécouverte de la mythologie gréco-romaine et par un nouvel intérêt pour la représentation idéalisée du corps humain. L’expression est alors utilisée non seulement pour désigner des bijoux portés par des figures féminines mythologiques, mais aussi pour qualifier certains plis naturels du corps interprétés comme des parures innées.
Un exemple notable figure dans le tableau Vénus et l’Amour (vers 1585) de la peintre italienne Lavinia Fontana, conservé à la National Gallery of Ireland. Sur cette toile, la déesse Vénus est représentée le buste dénudé, la tête légèrement penchée, laissant apparaître un pli horizontal sous le cou. Ce pli est identifié dans une note muséale comme un « collier de Vénus », expression qui évoque ici une ornementation naturelle du corps, assimilée à un bijou anatomique.
Cette lecture s’inscrit dans une tradition artistique et symbolique où le corps de Vénus est perçu comme intrinsèquement orné — la beauté étant interprétée comme une marque divine. Influencée par la pensée néoplatonicienne, la culture artistique de la Renaissance valorise l’harmonie des formes naturelles, et transforme ainsi certains détails anatomiques (comme les plis du cou) en motifs esthétiques à part entière. Le « collier de Vénus » devient alors une parure du corps par le corps, à la croisée de l’idéalisation anatomique et de l’érotisme discret.
Ce type d'interprétation trouve des échos dans d'autres œuvres de la Renaissance et du baroque, où les artistes explorent la frontière entre artifice et nature, parure et anatomie, notamment dans les représentations mythologiques du nu féminin.

### Anatomie artistique
Au XIXe siècle, le médecin et anatomiste Paul Richer décrit dans son ouvrage Anatomie artistique les « plis de flexion antérieurs du cou » comme un collier de Vénus, marquant la jonction entre tête et thorax. Ces plis seraient caractéristiques de la jeunesse et de la souplesse, en particulier chez les femmes.

## En médecine

### Dermatologie vénérienne
Le terme désigne également un symptôme secondaire de la syphilis, sous forme d’éruptions cutanées annelées autour du cou, connues sous le nom de « collier de Vénus » ou de « roséole syphilitique ». Il est cité dans des dictionnaires médicaux et des manuels de prophylaxie vénérienne au début du XXe siècle, notamment à Genève en 1930.

### Usages littéraires et symboliques de l'expression
L’expression « collier de Vénus » connaît au XXe siècle une double résonance, à la fois littéraire et symbolique, oscillant entre séduction et malaise.
Dans La Vagabonde (1910), l’écrivaine Colette emploie cette expression dans un registre descriptif pour désigner l’absence de rides sur le cou d’une jeune femme. Ce détail souligne non seulement la jeunesse du personnage, mais aussi une forme de pureté érotique implicite. Le cou, zone traditionnellement associée à la sensualité discrète, devient ici un espace où l’absence du « collier » – ces fines rides concentriques parfois nommées ainsi – est perçue comme un signe de beauté intacte.
En 1930, Marcelle Vioux publie un roman intitulé Le Collier de Vénus. Le titre joue sur l’ambiguïté du terme, qui peut désigner d’une part un bijou ou un ornement métaphorique de la féminité, et d’autre part une manifestation cutanée liée à la syphilis secondaire : un chapelet de taches autour du cou, véritable stigmate corporel associé au plaisir charnel. Vioux exploite ainsi la tension entre désir et maladie, entre séduction et punition, dans une veine littéraire qui interroge les ambivalences du corps féminin.
Ce double usage — ornement flatteur chez Colette, marque infamante chez Vioux — témoigne de la polysémie culturelle de l’expression « collier de Vénus », où se rencontrent la mythologie, la médecine, l’érotisme et la littérature.

### Esthétique moderne
En dermatologie esthétique contemporaine, l’expression est encore utilisée pour désigner les rides transversales du cou liées au vieillissement ou à la posture prolongée (« tech-neck »). Des traitements comme les injections d’acide hyaluronique, de toxine botulique ou le laser sont proposés pour les atténuer.

## Le mont de Vénus
Le Mont de Vénus est une zone anatomique située au-dessus de la vulve, sur la symphyse pubienne. Il est historiquement associé à la fertilité et à l’érotisme. De nos jours, cette zone fait l’objet de demandes en chirurgie intime, notamment pour des raisons esthétiques : liposuccion, monsplastie ou lipofilling. Le nom évoque également la déesse Vénus et prolonge l’imaginaire symbolique de la féminité.

## Analyse symbolique
Le collier de Vénus constitue une figure ambivalente, à la croisée du bijou, de la marque du temps, du symptôme pathologique et de la norme esthétique. Il incarne l’ambiguïté du regard porté sur le corps féminin, entre idéalisation, objectivation et médicalisation.